# Dallas Area Rapid Transit
La Dallas Area Rapid Transit Authority (DART) è l'azienda che si occupa del trasporto pubblico nella città e nelle zone limitrofi di Dallas, Texas negli Stati Uniti meridionali. Gestisce diverse linee suburbane, automobilistiche e tranviarie (DART Light Rail e Tranvia di Dallas).
Nel complesso, DART è uno dei sistemi di trasporto pubblico con maggiori perdite negli Stati Uniti, se misurato rispetto a città simili comparabili, per numero di viaggi passeggeri, costo operativo per miglio e tasso di recupero della tariffa. Entro la metà degli anni 2010, ogni viaggio del passeggero costava $ 6,72, di cui i contribuenti pagavano $ 5,72 (85%); i passeggeri hanno pagato $ 1,00 (15% del costo effettivo).